# Воткінський міський округ
Во́ткінський міський округ (рос. Воткинский городской округ) — міський округ у складі Удмуртської Республіки. Адміністративний центр та єдиний населений пункт — місто Воткінськ.

## Населення
Населенні — 96861 особа (2021; 99022 в 2010, 99441 у 2002).